# 俞璟 (景泰進士)
俞璟，字景明，福建福州府福清县人，明朝政治人物。

## 生平
正統十二年（1447年）舉丁卯科福建鄉試。景泰五年（1454年），登甲戌科進士。初授河南道监察御史，官至广东按察司佥事。